# Spirinchus lanceolatus
Spirinchus lanceolatus is een straalvinnige vissensoort uit de familie van spieringen (Osmeridae). De wetenschappelijke naam van de soort is voor het eerst geldig gepubliceerd in 1913 door Hikita.